# Julia Billington
Pour les articles homonymes, voir Billington.
Julia Billington est une actrice de cinéma, série télévisée, web-série et théâtre australienne.

## Biographie
Julia Billington est graduée de l'Institut national d'art dramatique d'Australie. 
En 2015, elle tient l'un des deux rôles principaux dans le film saphique All About E de Louise Wadley.

## Filmographie
- 2009 : East West 101 (série télévisée) : Aneta
- 2009 : Thanks for Coming (court métrage) : Lucy
- 2010 : The Filmmaker (court métrage) : la fille muette
- 2012 : Tricky Business (série télévisée) : la femme du service paramédical
- 2012 : Shopping (court métrage) : la blonde
- 2013 : Manmares (court métrage) : Elly
- 2015 : All About E : Trish
- 2015 : Milat : traque d'un serial killer (Catching Milat) (mini-série) : gendarme Janet Nicholson
- 2016 : Janet King (série télévisée) : Karen Parker (5 épisodes)
- 2016 : Starting From … Now! (web-série) : Rachel (11 épisodes)
- 2016 : Summer Bay (Home and Away) (série télévisée) : détective Geddes
- 2020 : Ellie & Abbie (& Ellie’s Dead Aunt) (en) : Tara